# 최민용 (마라톤 선수)
최민용(1994년 8월 10일 ~)은 대한민국의 마라톤 선수다.

## 방송
- 피지컬: 100 (2023) - Top100

## 수상
- 제103회 전국체육대회 육상 남자 일반부 10000m 2위 (2022)
- JTBC서울마라톤대회 국내남자부 1위 (2018)
- HAPPY700 평창대관령전국하프마라톤대회 남자 개인전 1위 (2018)
- 경기국제하프마라톤대회 국내남자부 1위 (2017)
- 대구국제마라톤대회 국내남자부 1위 (2016)